# قائمة مطارات قطر
قائمة مطارات في دولة قطر.
| المدينة        | المنطقة        | رمز ICAO | رمز IATA | الاسم                    | الإحداثيات                                           |
| -------------- | -------------- | -------- | -------- | ------------------------ | ---------------------------------------------------- |
| مطارات مدنية   |                |          |          |                          |                                                      |
| الخور والدخيرة | الخور والدخيرة | OTBK     |          | مطار الخور               | 25°37′46″N 051°30′24″E / 25.62944°N 51.50667°E       |
| الدوحة         | الدوحة         | OTBD     | DIA      | مطار الدوحة الدولي       | 25°15′40″N 051°33′54″E / 25.26111°N 51.56500°E       |
| الدوحة         | الدوحة         | OTHH     | DOH      | مطار حمد الدولي          | 25°15′40″N 051°36′48″E / 25.26111°N 51.61333°E       |
| مطارات عسكرية  |                |          |          |                          |                                                      |
| الدوحة         | الدوحة         | OTBH     | IUD      | قاعدة العديد الجوية      | 25°07′02″N 051°18′53″E / 25.11722°N 51.31472°E       |
| دخان           | الشحانية       |          |          | قاعدة دخان / تميم الجوية | 25°27′16.8″N 050°59′18.6″E / 25.454667°N 50.988500°E |

## المصدر
- Airports in Qatar نسخة محفوظة 18 نوفمبر 2019 على موقع واي باك مشين.